# Hôtel Fujiya

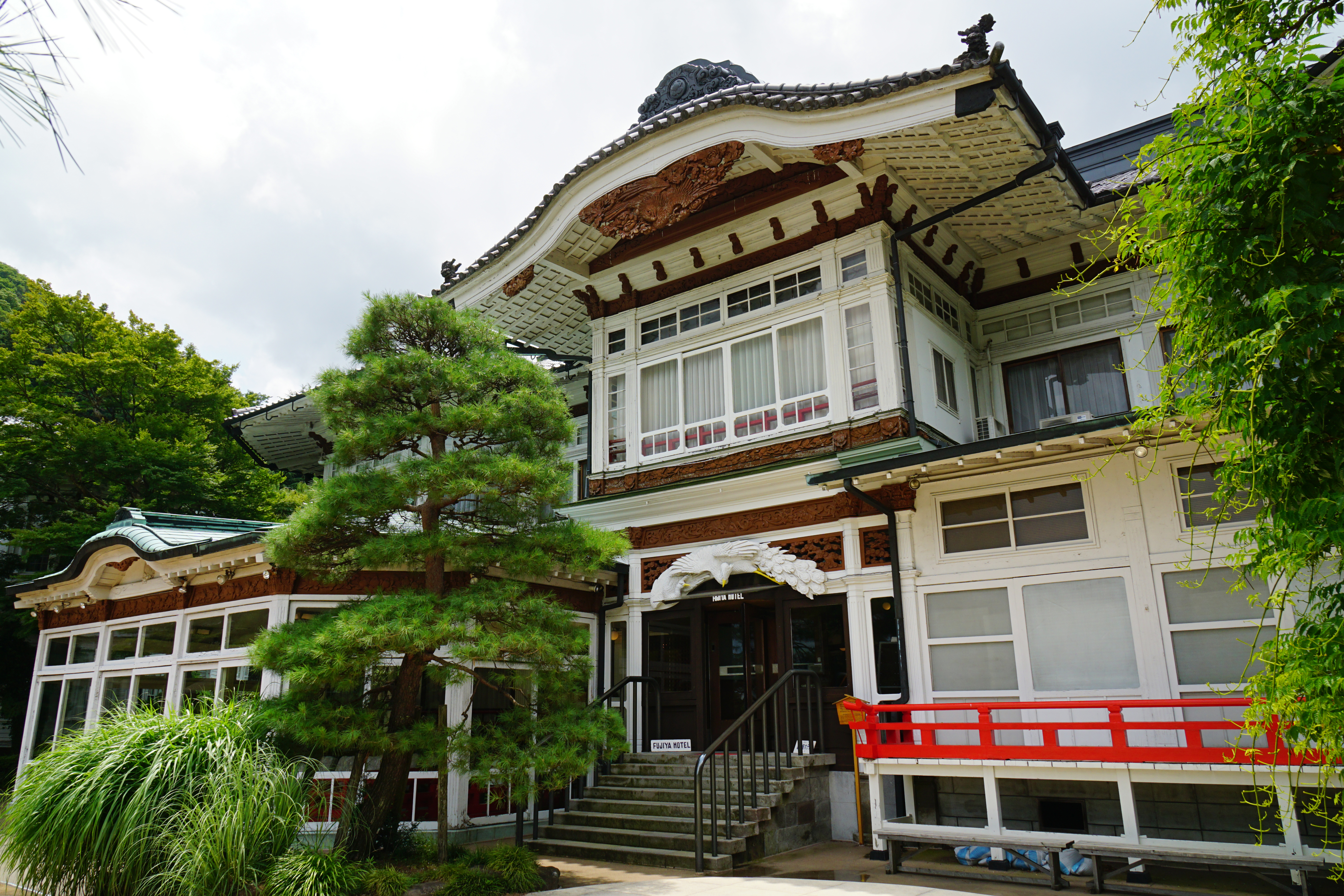
Hôtel Fujiya à Miyanoshita.

L'hôtel Fujiya (富士屋ホテル) est l'hôtel historique de Miyanoshita, dans la préfecture de Kanagawa au Japon.
Il a été construit en 1891, avec une architecture à la fois occidentale et japonaise, très populaire sous l'ère Meiji (1868 - 1912).
De nombreux invités de marques y ont séjourné, comme François-Ferdinand d'Autriche lors de son tour du Japon en 1893, John Lennon, Yoko Ono et son fils Sean en 1976. Le 6 septembre 1945, des agents du Counter Intelligence Corps y ont interpelé le colonel de la Gestapo Josef Albert Meisinger.

## We Japanese
Profitant de sa notoriété, l'hôtel a publié une série de 3 livres sur les coutumes japonaises, de 1934 à 1949. Une compilation de ces 3 volumes a été éditée jusqu'en 1950 sous le titre de We Japanese: Being descriptions of many of the customs, manners, ceremonies, festivals, arts and crafts of the Japanese, besides numerous other subjects
.